# Рам Сінґх I
Рам Сінґх I (гінді राम सिंह प्रथम; 1640 —30  квітня 1688) — раджа Амбера у 1667–1688 роках, державний і військовий очільник за часів могольського падишаха Ауранґзеба.

## Життєпис

### Молоді роки
Походив з династії Качваха. Старший син раджи Джай Сінґха I. Народився 1640 року в Амбері. Замолоду долучився до військових походів свого батька в Декані. Потім нетривалий час був субадаром Кашміру.
1666 року, коли маратхського вождя Шиваджі було арештованов Агрі, то Рам Сінґху було доручено його охорону. Але невдовзі падишах Аурангзеб вирішував стратити того наказавши Рам Сінґху передати Шиваджі Раданаза-хану, але Рам Сінґх відмовився передати Шіваджі, тому що його батько, Джай Сінґх I, пообіцяв безпеку Шіваджі. Зрештою останнього було передано Раданаза-хану, але невдовзі Шиваджі втік. Рам Сінґх був звинувачений у сприянні втечі Шіваджі та був покараний: спершу не допущеним до дарбару (імператорського двору), а згодом пониженим у посаді

### Володарювання
1667 року спадкував владу. Невдовзі за цим отримав від падишаха наказ повернути в Ахомського царства місто Ґувахаті, а потім приборкати правителя Супангмунгу. Отримав значні сили. 1669 року зайняв фортецю Рангаматі. Того ж року в битві біля Тезпуру завдав супротивнику поразки. Але на річці могольський флот зазнав удару від ахомської флотилії, внаслідок чого Рам Сінґх I опинився відрізаним від постачання. Невдовзі в битвах біля Суалкучі та Сесси зазнав поразки від ахомців. Давався взнаки також важкий клімат. Проте в битвах при Агіатхуті та біля Алабої могольський полководець здобув значні перемоги. Невелички сутички тривали до березня 1670 року. 1671 року в битві біля Сарайгату зазнав тяжкої поразки й лише допомога з боку бенгальськогос убадара Шаїсти-хана дозволило відступити гідно до Рангаматі. 1674 року Рам Сінґха I остаточно відкликано. На той час він вже був хворий і майже не керував військовими діями.
1676 року повернувся до Амберу. Пізніше призначено командувачем залоги в Кохаті (Таттська суба), що фактично значило заслання за його невдалий похід. Тут він помер 1688 року. Йому спадкував онук Бішан Сінґх.